# Секијев котур
Секијев котур је 1865. године направио Анђело Секи. То је обичан бели котур (30 cm у пречнику или 12 инча) који се користи за мерење провидности морске воде. Котур се монтира за стуб и спусти се лагано у дубину воде. Дубина на којој се котур више не види, узима се мера за провидност воде. Ова мера позната је као Секијева дубина. После проналаска овог котура, такође је модификован и мањи, 20 cm у пречнику, црно белог дизајна, и користи се за мерење слатке воде. 

## Историја
Први Секијев котур био је потпуно беле боје, и коришћен је у Средоземном мору. Данас се такође користи Секијев котур у поморству, стандардне величине 30 cm (12 инча). 1899. Године. George C. Whipple је преиначио првобитни бели Секијев котур, тако што је обојио квадранте наизменично црно белом бојом. Овај црно бели котур се данас користи у Лимнологији (испитивање слатке воде).

## Секијева дубина
Секијева дубина је постигнута када је рефлексија једнака интензитету растурених зракова у води. Дата дубина, подељена за 1,7 даје коефицијент умањења светлости (коефицијент екстинкције) на датој дубини. Коефицијент слабљења светлости се може израчунати и Бир-Ламбертовим законом.
{\displaystyle {I_{z} \over I_{0}}=e^{-kz}}
При чему је Iz једнако интензитету светлости на дубини, а Io једнако интензитету светлости на површини мора.
Секијев котур не може дати баш тачну дубину провидности, јер може доћи до грешке због преламања светлости у води, или пак, једна особа може видети на одређеној дубини, док друга особа са бољим видом може видети котур на већој дубини. Међутим, то је јефтин и директан метод мерења провидности воде, али због велике варијације између људи, методе требају бити стандардизоване у највећој могућој мери.
Приликом мерења Секијевим котуром увек треба мерити супротно од сенке брода или чамца, и мерење се врши од 9 do 15h. Најбоље време за мерење је између 10 i 14h. Исти мерач би требало да мери на истој дубини више пута. Један метод мерења је, одредити дубину подизањем и спуштањем, тј. подешавањем дубине. Други метод је, мерење дубине на којој котур нестаје и на којој се појављује и одредити средњу вредност тих вредности.